# أكشاي
أكشاي رمزها «VA» (بالإنجليزية: Vaishali(Akshay)) ، هو تقسيم إداري لدولة الهند تتبع ولاية بيهار (بالإنجليزية: Bihar) ، مركزها هو مدينة حاجي بور (بالإنجليزية: Hajipur) عدد سكانها حسب تعداد سنة 2001 هو 3,495,249 ، مساحتها 2,036 كم² وكثافة السكان 1,717 لكل كم² .

## أعلام
- شيلبا شوكلا